# Катково (Новосибирская область)
Катково — село в Коченёвском районе Новосибирской области России. Входит в состав Прокудского сельсовета.

## География
Площадь села — 194 гектара.

## История
Основано в 1745 году. В 1928 году состояла из 368 хозяйств, основное население — русские. В административном отношении являлось центром Катковского сельсовета Бугринского района Новосибирского округа Сибирского края.

## Население
| 1926 | 2002 | 2007 | 2010 |
| ---- | ---- | ---- | ---- |
| 2021 | ↘490 | ↗511 | ↘471 |

## Инфраструктура
В селе по данным на 2007 год функционируют 1 учреждение здравоохранения и 1 учреждение образования.